# 超真实
超真实（法語：hyperréalité）或超现实是一个後結構主義概念，指的是“现实”的概念发生变迁，导致原本为了再现现实而发明的記號和符号之间出现混乱的一种文化状态，以及对共识现实的直接感知。超真实描述的是这样一种情况：由于文化和媒体挤压了对现实的感知，以往被视作“真实”的东西和被视作“虚构”的东西，在实际体验中已无缝融合，两者之间不再有任何明显界线。
该术语由法国哲学家尚·布希亞提出，他的后现代研究推动了传播学学术传统的发展，使之直面更大的社会问题。后现代主义是在20世纪60年代的社会动荡的背景下，在对现有习俗和社会制度的质疑中形成的。后现代的视角下，现实只是支离破碎、互补、多义的系统，其构成成分是在社会和文化活动中产生的。构成共识现实的社会现实不断被生产和复制，并在记号和符号的广泛使用中变化，从而创造了更大的超真实。

## 出处与使用
鲍德里亚在《拟像与仿真》中提出了超真实这一后现代符號學概念，引发了热议。鲍德里亚所说的“超真实”是通过真实模型生成的，而这种“真实”并无原型或真实性；其早期著作《象征交换与死亡》中，超真实是指没有原始参照物的一种再现、一种符号。鲍德里亚认为，这种理论状态下的商品不具有马克思所定义的使用价值，但可以理解为费迪南·德·索绪尔所定义的符号。他认为，超真实不仅仅是混淆或混合了“真实”与代表它的符号；它创建了表示实际并不存在的事物的符号或能指，例如圣诞老人。鲍德里亚引用豪尔赫·路易斯·博尔赫斯的《论科学中的精确性》（该书中又是借用自路易斯·卡羅）说，这个社会的制图师绘制的地图如此详细，以至于完美涵盖了它想表现的事物。当帝国衰落时，地图就会消失在地景中。他说，在此情况下，再现和真实都不再存在，只有超真实。
鲍德里亚的超真实思想深受現象學、符號學和馬素·麥克魯漢的影响。鲍德里亚和艾柯解释说，它是“‘超实’数或‘非标准实数’、无穷大和无穷小的无限存在，通过转移的微分在假定固定或真实的数和因子上聚集。”不过，鲍德里亚挑战了麦克卢汉“媒介即訊息”的著名说法，认为信息会吞噬其自身的内容。他还表示，媒介和真实以及它们所代表的内容之间存在差异。超真实是指意识无法区分现实与对现实的仿真，特别是在技术先进的社会中。鲍德里亚的超真实理论比麦克卢汉的媒介理论更进一步：“不仅媒介中的信息发生了内爆，在同一个运动中，现实中的媒介本身也发生了内爆，某种超真实云团中的媒介和真实也发生了内爆，其中甚至无法再确定媒介的定义和特定作用”。
美国作家米卡·邓纳姆（Micah Dunham）进一步探讨了超真实的概念，认为超真实的行为是渴望真实，并在实现这一愿望的尝试中制造一个虚假的现实，将其当作真实来消费。与当代西方文化相关，翁贝托·艾柯和後結構主義者认为，在当前文化中，基本理想是建立在欲望和特定符号系统之上的。
聖地牙哥加利福尼亞大學的Temenuga Trifonova指出，
……重要的是理解鲍德里亚的文本讲的是本体论，而不是认识论。

## 意义
超真实是解释当前文化状况的一种重要范式。消費主義因对符号交换价值的依赖（例如，品牌X代表一个人时尚，汽车Y代表一个人有钱），可视为促成超真实状况的一个重要因素。超真实欺骗了意识，使之脱离了真情实感的参与，转而选择人工仿真，以及本质上空洞的表象的无休止的再生产。本质上讲（尽管鲍德里亚本人可能不愿使用这个词），满足感或幸福感的方式已变成是通过仿真和模仿现实的短暂擬像，而不再是通过与任何“真正”现实的互动。
虽然超真实并非新概念，但其对现代社会影响中更为深远，它融合了人工智能、虚拟现实和神經科技（模拟现实）等技术进步。这是因为它切实抓住了后现代状况的运作方式，特别是后现代世界中，人们如何通过创造奇观和诱惑的虚幻世界来寻求刺激，仅此而已。在我们的文化中，使用超真实存在一种危险：超真实影像未必代表真实的人，但个人可能观看超真实影像后将其作为榜样。这可能会导致人们渴望追求无法实现的理想，或者失去好的榜样。丹尼尔·布尔斯廷警告不要将名人崇拜与英雄崇拜混为一谈：“我们近乎剥夺自己所有真实的榜样的地步已十分危险。我们忘记了那些不仅因为出名而伟大，而且因为伟大而出名的男人和女人。”他哀叹失去了像摩西、奥德修斯、埃涅阿斯、耶稣、尤利烏斯·凱撒、穆罕默德、聖女貞德、威廉·莎士比亚、乔治·华盛顿、拿破仑和亚伯拉罕·林肯这样的老英雄，他们不需要公共关系机构来构建自己的超真实形象。信息技术也加剧了超真实的危险，为支配力量提供了工具，鼓励其推动消费和物质主义。追求刺激和诱惑的危险并不在于意义缺失，而是正如鲍德里亚所言，“我们被意义充满，而它正在杀死我们。”

## 相关主题
超真实最基本的概念是仿真和拟像，最初由让·鲍德里亚在《拟像与仿真》中提出。这两个术语有所区别，但都与鲍德里亚的超真实理论起源有联系。

### 仿真
仿真（simulation）的特点是“现实”与再现的混合，两者不再有明确界线。仿真不再是对一个领域、一个参照物或一种物质的模拟；“它是由没有来源或真实性的真实模型生成的：超真实。”鲍德里亚认为，仿真不再发生于物质领域；而是发生在一个不受物质限制分类的空间内，即在我们自己、技术仿真等范围内。

### 拟像
擬像（simulacrum）是“没有相似物的形像”；如吉尔·德勒兹所概括，它是“为了进入审美存在而放弃道德存在”。然而，鲍德里亚认为，拟像并不是真实事物的复制品，而是通过社会文化压缩，使其本身成为真理。
超真实再生产有四个层级：
1. 现实的基本反映，即直接感知
2. 现实的曲解，即一种再现
3. 伪装成现实，没有原模型
4. 拟像（simulacrum），“与任何现实都没有任何关系”[19]

### 超信
英国团体控制论文化研究单位阐述的“超信”（hyperstition）概念中包含了超真实，超信是“使自身成为现实的虚构实体”的概念。用尼克·兰德自己的话说：
超信是一种将文化作为成分包含其中的正反馈回路。它可以看作是自证预言的实验性（技术）科学。迷信只不过是错误信仰，但超信——正是借着作为观念存在——在因果上使得自身成为了现实。——尼克·兰德
超信的概念也与“理论虚构”（theory-fiction）相关，其中，哲学、批判理論和后现代文学思考真正的现实，并涉足于潜在可能和虚拟。这种概念的一个常引用的例子是信息空间，源于威廉·吉布森1984 年的小说《神经漫游者》，是虚拟与现实融合的概念。到了20世纪90年代中期，这一概念开始以互联网的形式大规模地成为现实。

### 后果
随着媒体和技术的兴起，真相的概念已受到质疑，而随着超真实的出现、被广泛使用并作为一项新技术被接受，一些问题或后果暴露出来。听到新闻中的某些内容而选择不信已不容易，但是看到事件或事物的图像，借助经验判断新闻真假，又是另一回事，这就是超真实的后果之一。首先是各种仿真可能被用来影响观众，使观众分不清虚构与现实，从而影响话题的整体真相价值。另一个影响或缺点是我们可能会被看到的东西所操纵。观众可以根据图像背后实体的意识形态来解读出不同的信息。因此，权力就等于对媒体和人民的控制。例如，名人的照片被拍摄并修改，使公众看到最终结果。然后，公众根据名人的外表而不是实情来看待他们。这可以发展到名人看起来与实际完全不同的地步。对名人形象的改造和编辑，青少年整容手术增加、自尊心下降。由于真相受威胁，超真实中也可能出现类似的结果。

## 文化中的超真实
随着社会向消费文化转型，自由市場经济与媒体和通信技术进步相结合，影响了超真实的发展。随着新媒体技术出现，媒体在当今社会中日益重要，超真实的融入与效果之间的联系日益显现。从Web 1.0到Web 2.0再到Web3的过渡被视为向超真实过渡的过程。Web 1.0的设计仍是超真实的基础层面，大多为免费下载和阅读信息，读者也可以搜索主题；雅虎、谷歌和MSN都是Web 1.0的例子。Instagram、抖音和Messenger是Web 2.0平台的例子，它们将曾经的阅读平台转变为互动平台。而Web3是比较新的平台，允许用户将虚拟世界完全集成到去中心化和自主控制的环境中，例如文件币和元宇宙。

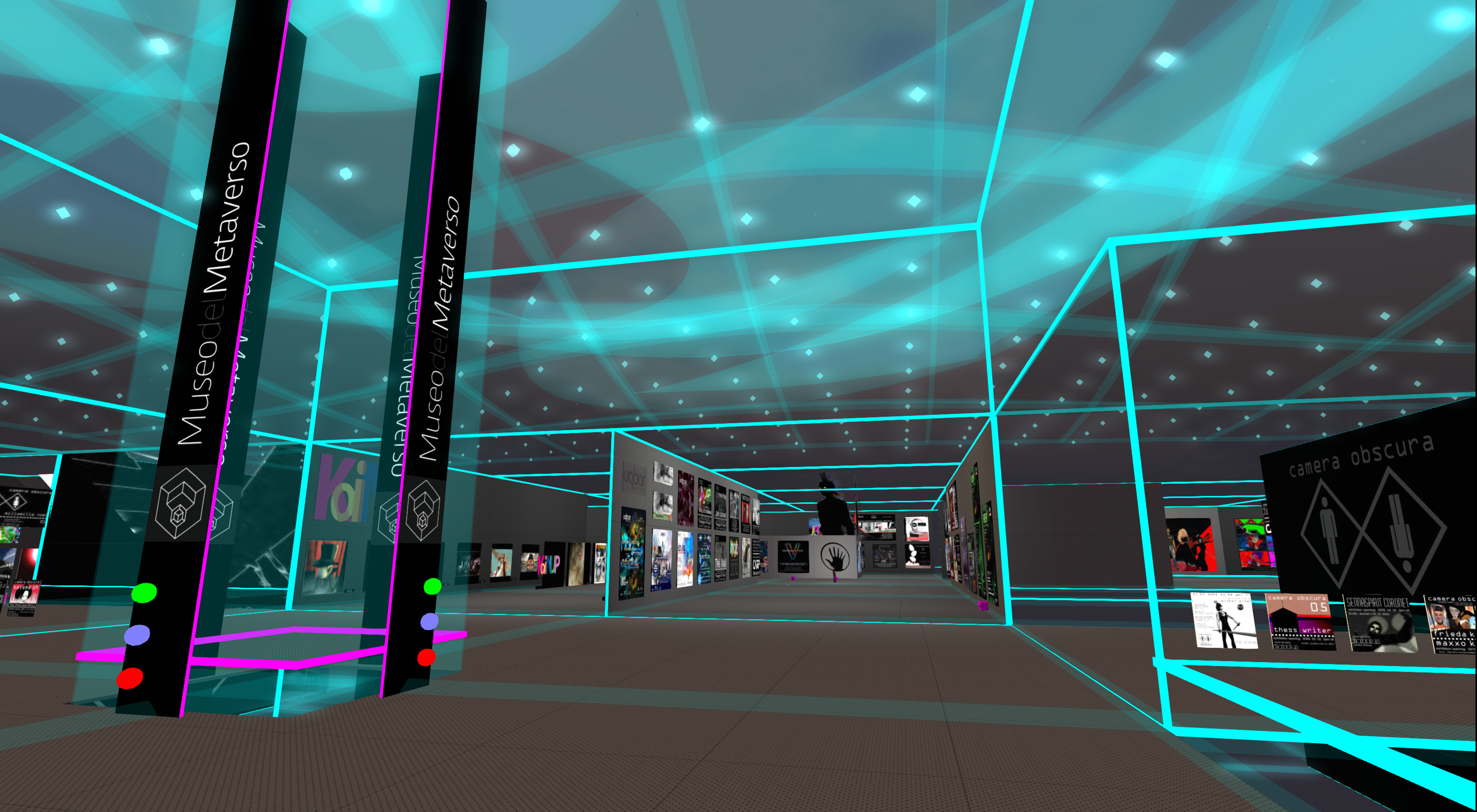
元宇宙博物馆

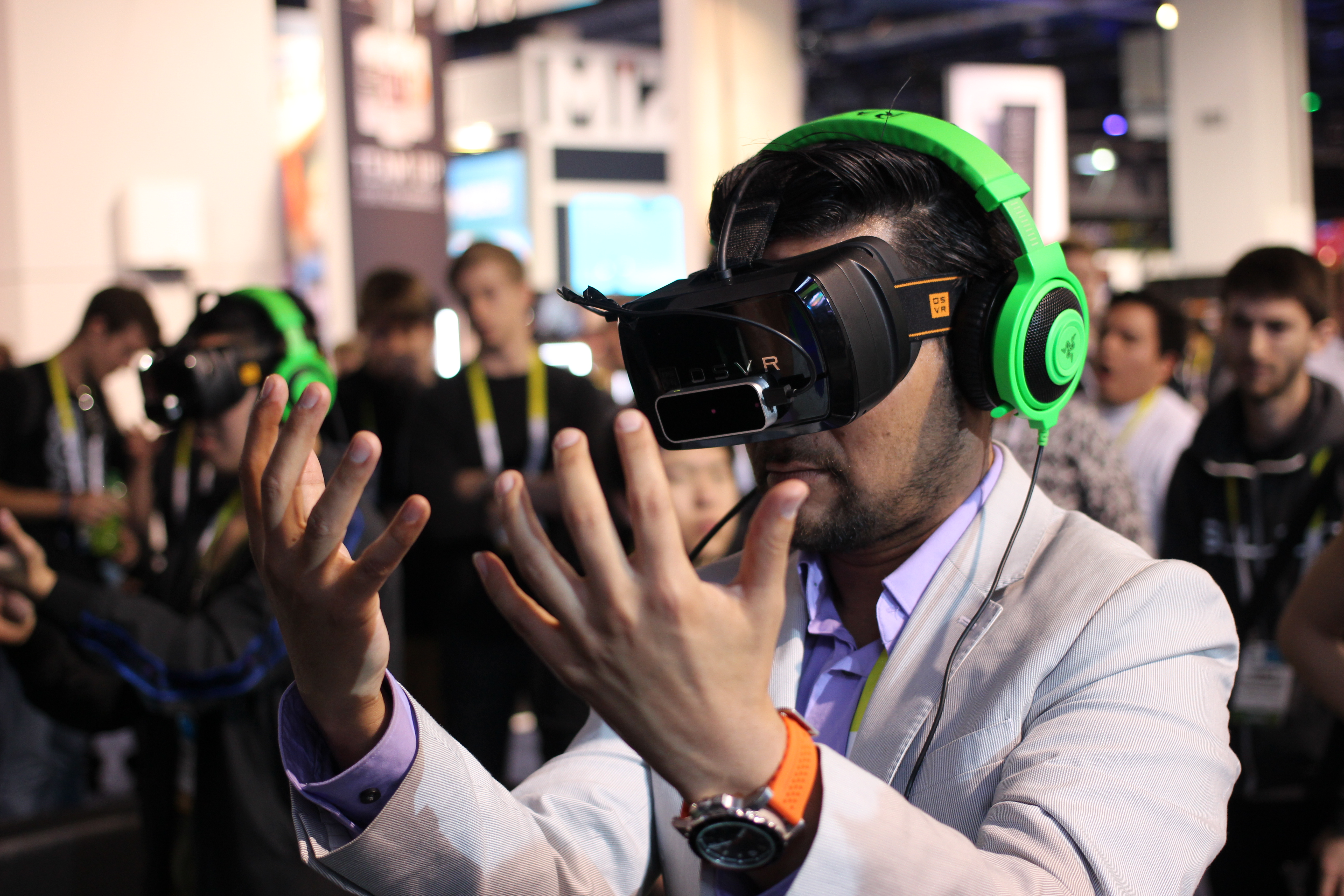
虚拟现实是超真实的一个例子

媒体与超真实对观众的影响之间存在密切联系。它已使人工现实和现实之间的界限变得模糊，影响了接触媒体的人的日常经历。超真实利用了人们无法区分现实与现实模拟这一现象，新闻、社交媒体平台、广播和电视等常见媒体渠道都助长了对真正现实的误解。超真实的影响已见诸流行媒体。他们将自己呈现为与现实融为一体，影响着观众对生活和真理的体验。与罗兰·巴特类似，鲍德里亚解释说，媒体平台对崇拜这些平台上的英雄、角色或名人的年轻一代有直接影响。由于媒体作为社会机构具有塑造和发展社会成员的作用，暴露在超真实环境中会产生持久的影响。鲍德里亚的结论是，从对机构本身的保守观点来看，随着时间的推移，接触超真实将会导致迷惑和混乱，从而破坏身份、原创性和特征，但讽刺的是，超真实依然是这些机构的支柱。

### 社交媒体和公众形象
随着2000年代初智能手机的面世，线上存在和现实存在已几乎没有区别。相比一个人的现实生活，他的数字足迹往往可以透露出更多个人信息。这是因为人们在互联网上的行为可能和现实中迥异，但人们这么做并非出于什么反响或法律；互联网已然成为无政府主义的避风港。近几十年来，社交媒体在社会中的地位遽增，建立公众形象或网络形象已是一种网络准则。Twitter等平台成了公众人物表现自己以及企业向公众通报信息的主要平台。COVID-19大流行期间，互联网上的超真实环境发生巨变，甚至在2021年影响了意大利證券交易所。社交媒体平台创造出的超真实被认为影响力巨大，其质量和情绪可以转化为社会现实，在现实中造成价值损失和个人声誉受损。尽管未必有任何事实依据，社交媒体上表达的情绪仍能直接影响许多行业。社交媒体渗透进无数人的日常生活，互联网上的故事和现实中的真相之间的区别，随着进入到超真实的中心地带而变得越来越模糊。
韩剧《魷魚遊戲》播出后，在互联网上创造了一种超真实环境：大量观众分享自己的观后感，有些甚至模仿此类游戏并实践其中描绘的行为。这种超真实条件创造得极为彻底，以至于人们看到韩国文化中这个特殊层面时，却认为它来自这个节目而不是国家：一些人相信，该节目创造了鱿鱼游戏。它正反映了鲍德里亚所说的“没有真实性的真实性”。虚构的电视节目产生了真实的事件和实践，却完全消除了真正的文化意义。加州洛杉矶的好萊塢標誌本身也产生了类似的概念，但它更像是超真实的一个方面的符号——建立一座为制作媒体而生的城市。 
網絡紅人的兴起带来了“讲故事”的潮流：创作者讲述过去的经历，常常伴随着夸张和戏剧化，以提高其影响力和打动观众。这一趋势将现实与虚构融合在一起，因为观众经常感受到创作者的一些生活片段，并认为他们的形象和生活是统一的。当下的社交媒体提供了四十年前的新闻等媒体所无法提供的服务：不仅能分享新闻，更能创造新闻。更为夸张的是，抖音上出现了人工智能账户，这些账户之精妙在于它们的“人设”是具有独特个性、人造社交圈和个人喜好和兴趣的“类人动画生物”。这些人工智能是由人类设计的，但已能独立运行，拥有了大量粉丝，呈现出鲍德里亚所描述的完美四维仿真的状况。社交媒体网红/创作者受到流量甚至“黑红”的激励，几乎没有动力去制作有意义和真实的新闻内容，而去追求春秋笔法，以便收获更多反应，从而模糊了网络上真实和虚假叙事的界线。

### 迪士尼乐园
翁贝托·埃科和让·鲍德里亚都认为迪士尼乐园是超真实的一个例子。埃科认为，迪士尼乐园及其主街和全尺寸房屋等场景的设计看起来“绝对真实”，将游客的想象带入“梦幻般的过去”。这种虚假的现实造成了一种幻觉，并使人们更愿意为这种现实买单。迪士尼乐园的运作系统使游客能够感受到技术和营造的氛围“可以给我们带来比自然更多的现实”。迪士尼乐园的“虚假性质”满足了人们在现实生活中的想象和幻想。这个想法是世界上没有什么是真实的。没有什么是原创的，一切都是现实的无尽复制。由于我们不会想象模拟背后的现实，所以想象的和真实的都是同样超真实的，例如大量的模拟游乐设施，包括乘坐潜艇和密西西比河游船。进入迪士尼乐园时，消费者会排队进入每个景点。然后，身着制服的人会要求他们遵守规则，例如站在哪里或坐在哪里。消费者只要遵守规则，就可以享受“真实的东西”，看到在迪士尼乐园之外看不到的东西。

鲍德里亚在著作《拟像与仿真》中认为，迪士尼乐园的“想象世界”吸引了人们的内心，并以“想象”的方式呈现，让人们相信其周围的一切都是“真实”的。但他认为洛杉矶地区也不是真实的，因此它是超真实的。迪士尼乐园是一组试图将想象和虚构带入所谓“真实”的装置。这与美国的价值观，甚至在某种意义上与美国的生活方式有关，“掩盖了现实不再真实的事实，从而拯救现实原则”。
“迪士尼乐园的想象既不真实也不虚假：它是一台威慑机器，它的建立是为了在现实的虚构中恢复活力。它设计之初就是婴孩世界，为了让我们相信成年人在别处、在“真实”世界里，为了掩盖了一个事实：真正的孩子气无处不在，尤其是那些去那里扮演孩子的成年人，以便培养他们真正孩子气的幻想。” 

### 例子
- 1999年电影《感官游戏》讲述了游戏设计师阿莱格拉·盖勒（Allegra Geller）的故事，她在玩自己创作的虚拟现实游戏时发现自己成了刺客的目标。
- 2008年电影《Synecdoche, New York》中，主角卡登·科塔尔（Caden Cotard）生活在一个仓库的范围内，而仓库是一部关于他的生活的戏剧的布景，抹去了真实与模拟之间的所有区别。
- 2014年电影《鸟人》描绘了一位剧院导演，他竭力让演出尽可能真实，结果导致人们受伤。
- 角色和场景经过数字增强，甚至完全由電腦合成影像构成的电影（例如《300壯士：斯巴達的逆襲》 ，整部电影在蓝/绿幕前拍摄，背景均是后期叠加的）。
- 在《发条橙》中，当亚历克斯经历卢多维科技术时，他说：“有趣的是，只有在屏幕上看到现实世界的颜色时，它们才显得是真实的”。[39]
- 一个精心修剪的花园（自然是超真实的）。
- 历史或当前“事实”的任何大规模推广版本（例如英国电视智力竞赛节目《QI》中的“普遍无知”，其中的问题有看似显而易见的答案，但实际上答案是错误的）。
- 職業運動員是人的超级版本。
- 许多城市和地方并不是作为具有现实基础的功能性场所发展起来的，就好像是“无中生有”：黑石城、迪士尼世界、迪拜、祝賀城；坎昆和拉斯维加斯。
- 一般的电视和电影（尤其是“真人”电视节目），创造了幻想世界，并且依赖于观众与这些幻想世界的互动。其当前趋势是用表演来美化平凡。
- 零售店在临街立面展示看起来完美充足的库存，给人一种商品比实际更多的错觉。
- 高端性愛娃娃，用作梦中情人的拟像。[40]
- 新建的仿古建筑物或物品或重做、复制过去的物品，通过模拟年代感，使其看起来古旧。比如重生娃娃。
- 人工語言（例如E-Prime）或“重建”已灭绝的方言。
- 第二人生，当它成为现实生活课程和会议的平台或，并促成幕后现实世界互动时，界线就变得模糊了。
- 弱虚拟现实。[41]
- 超级虚构（英语：Superfiction）航空公司Ingold Airlines。
- 蒸气波音乐流派范围内的作品通常会戲仿資訊革命，来包含超真实主题。[42]
- 整形手术，可以描述为消除美学语法中“自然”和“人造”之间区别的面部构造。
- 喷绘的男性和女性图像；例如多芬的“真美运动”（Campaign for Real Beauty）。
- 超级虚构游戏《Petscop》。
- ChatGPT非常擅长自信地生成回答，但回答可能正确也可能错误，甚至混合正确和错误。例如，它一本正经地论证了为何“cat”（猫）一词是以字母S开头的，这种回答还可以是各种形式的，从论文到闲谈风格均可生成。[43]参见人工智能幻觉。

## 延伸阅读
- Jean Baudrillard, "The Precession of Simulacra", in Media and Cultural Studies : Keyworks, Durham & Kellner, eds. ISBN 0-631-22096-8
- D.M. Boje (1995), "Stories of the storytelling organization: a postmodern analysis of Disney as 'Tamara-land'", Academy of Management Journal, 38(4), pp. 997–1035.
- Albert Borgmann, Crossing the Postmodern Divide (1992).
- George Ritzer, The McDonaldization of Society (2004). ISBN 978-0-7619-8812-0
- Charles Arthur Willard Liberalism and the Problem of Knowledge: A New Rhetoric for Modern Democracy. University of Chicago Press. 1996.
- Lazaroiu, George. "Cybernews and hyperreality." Economics, Management and Financial Markets 3, no. 2 (2008): 69.
- Pasco, M. O. D. (2008). Contemporary Media Society in the Age of Hyperreality. Prajñā Vihāra: Journal of Philosophy and Religion, 9(1).